# 山隈駅

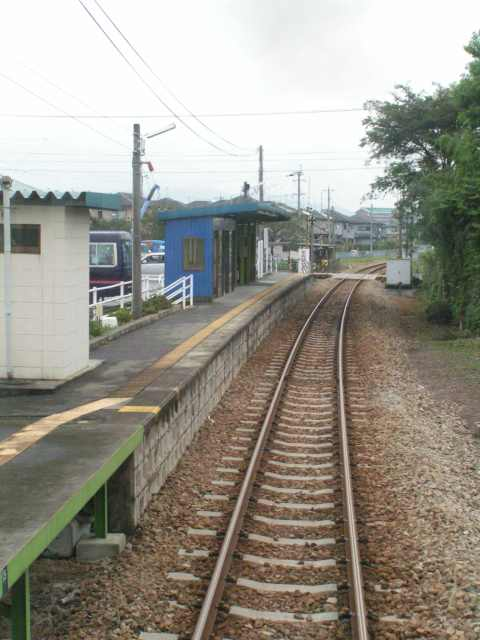
ホーム（2006年8月）

山隈駅（やまぐまえき）は、福岡県朝倉郡筑前町山隈にある甘木鉄道甘木線の駅。

## 歴史
- 1987年（昭和62年）11月1日：甘木鉄道により開業[1][2]。

## 駅構造
単式ホーム1面1線を有する地上駅。駅舎は無く、待合所が設置される。無人駅となっている。トイレはホームの西太刀洗側に設置されている。

## 利用状況
| 乗車人員推移 | 乗車人員推移 |
| 年度         | 1日平均人数  |
| ------------ | ------------ |
| 2011年       | 230          |
| 2012年       | 243          |
| 2013年       | 229          |
| 2014年       | 199          |
| 2015年       | 235          |
| 2016年       | 218          |
| 2017年       | 212          |
| 2018年       | 226          |

## 駅周辺
駅から南へ少し離れた所を国道500号が通る。駅付近は田園が広がるが、住宅街や工業地もある。北へ進むとカルナーパーク花立山温泉や藤の里公園（藤の名所）に至るが、ともに駅からやや遠い所にある。
- 史跡 菊池武光公太刀洗伝承之地
- 国道500号
- 福岡県道594号女男石野町線
- 障害者支援施設菊池園
- 日本ニューホランド 福岡営業所
- 中立電機 九州工場
- 大刀洗川

## バス路線
筑前町地域巡回バス
- 「甘鉄山隈駅前」停留所
  - 三輪地区Cコース

甘木観光バス
- 「山隈」停留所
  - めくばーる・三輪小学校方面

## その他
- 線内の今隈駅、西太刀洗駅、山隈駅はいずれも「山隈」地区に存在するが、3駅とも所属自治体が異なっている[注釈 1]。

## 隣の駅
甘木鉄道
■甘木線
西太刀洗駅 - 山隈駅 - 太刀洗駅